# Caesalpinia hildebrandtii
Caesalpinia hildebrandtii är en ärtväxtart som först beskrevs av Wilhelm Vatke, och fick sitt nu gällande namn av Henri Ernest Baillon. Caesalpinia hildebrandtii ingår i släktet Caesalpinia och familjen ärtväxter. Inga underarter finns listade i Catalogue of Life.